# Flamanski jezik
Flamanski jezik (ISO 639-3: vls), jedan od četiri donjofranačka jezika kojim se služe Flamanci na području Belgije 1 070 000 (1998 U. of Ghent), 6 000 000 (2007 M. De Belder); Francuske 10 000 (1984. Menheere, 1993. Evenhuis, govori se u Westhoeku) i Nizozemske 122 000 (1998. U. of Ghent; na jugu provincije Zeeland). Ima nekoliko narječja: zapadnoflamansko (westvlaams, vlaemsch), istočnoflamansko (oostvlaams), antverpensko (antwerps), limburško (limburgs) i brabantsko (brabants).

## Vanjske poveznice
- Ethnologue (16th)